# Russell Banks
Russell Earl Banks (Newton, Massachusetts, 28 de marzo de 1940-Saratoga Springs, 7 de enero de 2023) fue un novelista, cuentista y guionista de cine estadounidense.

## Biografía
Banks publicó dieciséis obras que han sido traducidas a veinte idiomas del mundo : cinco colecciones de cuentos y once novelas, entre las que destacan Deriva continental (2006), La ley del hueso (1997), Rompenubes (2005), Una americana consentida (2004) y La reserva (2008). Dos de sus novelas, Aflicción (1992) y Como en otro mundo (1994), han sido llevadas al cine con un gran éxito de crítica.
Banks obtuvo numerosos reconocimientos por su trabajo, como las becas de investigación Guggenheim y la National Endowment for the Arts Creative Writing; los prestigiosos premios O. Henry, Pushcart, The Best American Short Story Award, John Dos Passos y el de la Academia Estadounidense de las Artes y las Letras, de la que fue miembro. Ha sido finalista de los premios PEN/Faulkner (por Aflicción y Rompenubes) y del Pulitzer (por Deriva Continental y Rompenubes). También fue nombrado New York State Author (2004-2008).
También fue el presidente de Cities of Refuge North America, dentro del Programa Ciudades Refugio. Vivía en Nueva York con su esposa, la poeta Chase Twichell.
Murió en su casa de Saratoga Springs, en Nueva York, a consecuencia de un cáncer, el 7 de enero de 2023, a la edad de 82 años.

## Obras
Novelas
- Family Life (1975)
- Hamilton Stark (1978)
- The Book of Jamaica (1980)
- The Relation of My Imprisonment (1983)
- Continental Drift, 1985 (Deriva continental, Bruguera, 2006)
- Affliction, 1989 (Aflicción, Anagrama, 1992)
- The Sweet Hereafter, 1991 (Como de otro mundo, Anagrama, 1994)
- Rule of the Bone, 1995 (La ley del hueso, Destino, 1996)
- Cloudsplitter, 1998 (Rompenubes, Losada, 2005)
- The Darling, 2004 (Una americana consentida, ediciones B, 2007)
- The reserve, 2008 (La reserva, Bruguera, 2008)
- Lost Memory of Skin (2011)

Colecciones de cuento
- Searching for Survivors(1975)
- The New World (1978)
- Trailerpark  (1981)
- Success Stories (1986)
- The Angel on the Roof, 2000 (El ángel en el tejado, Losada, 2002)
- A Permanent Member of the Family (2013)

Poesía
- Waiting To Freeze (1969)
- Snow (1974)

No ficción
- Invisible Stranger (1998)
- Dreaming Up America, 2008 (Soñando América, Bruguera, 2008)
- Voyager (2016)